# Villa Maison Rouge
La villa Maison Rouge est une villa située à Hendaye. La façade, la toiture et le patio de la villa font l’objet d’une inscription au titre des monuments historiques depuis le 29 novembre 1993.

## Localisation
Cette villa est sise au no 2 rue des Citronniers.

## Construction
Cette villa, construite en 1911, est l'œuvre d'Edmond Durandeau, architecte à Paris. 
Elle devient sa demeure familiale après la Première Guerre mondiale, agrandie en 1921 par une aile côté rue, et en 1928, par l'ajout d'une terrasse face à la baie de Chingoudy, d'une cuisine plus vaste et d'un patio organisé autour d'une fontaine de style Art déco, abritée par une pergola, patio dans lequel se trouve la statue de l'Athéna Parthénos du sculpteur François Sicard.